# Stryker
Pour les articles homonymes, voir Stryker (homonymie).
Le Stryker ou IAV Stryker (Interim Armored Vehicle) est une famille de véhicules blindés de transport de troupes à huit roues motrices fabriqués par General Dynamics Land Systems et utilisés par l'United States Army depuis 2002. C'est le premier véhicule blindé à entrer en service dans les forces armées des États-Unis depuis le M2 Bradley dans les années 1980. Il est dérivé du VBL III canadien, lui-même issu du Mowag Piranha IIIH suisse.
Le Stryker est nommé en l'honneur de deux soldats américains tués en service lors de deux guerres différentes et qui ont reçu la Medal of Honor à titre posthume, l'un lors de la Seconde Guerre mondiale, l'autre lors de la guerre du Vietnam.

## Historique
Le projet du Stryker a été mis en avant par le général Eric Shinseki quand celui-ci était chef d'état-major de l'US Army. La décision de créer des brigades de combat basées sur ce blindé léger est prise en octobre 1999.
Le 16 novembre 2000, l'US Army a octroyé un contrat de quatre milliards de dollars américains à General Motors Canada et General Dynamics Land System pour construire l'Interim Armored vehicle (IAV). Il s'agissait d'une coentreprise entre les deux sociétés.
Dix versions, toutes dérivées du LAV III étaient initialement prévues mais seulement huit d'entre-elles pouvaient être directement produites en présérie. En effet, la version de reconnaissance en environnement NRBC et le Mobile Gun System (MGS) nécessitait une mise au point plus approfondie, dans le cas du MGS, les contraintes de masse exigées pour son transport par C-130 retardèrent sa mise en service à juillet 2006.
2 131 Stryker furent livrés de avril 2002 à 2008 pour équiper six Stryker Brigade Combat Team.
Ce type de brigade a un effectif moyen, après renforcement, d'environ 4 500 hommes et dispose de 300 Stryker. Un effort important est d'abord fait pour mettre à terre le maximum de combattants, 1 300 pour une SBCT contre 1 060 dans les brigades légères et 790 dans une brigade Bradley.
En 2014, il semble que l'US Army n'envisage de dissoudre qu'une seule SBCT sur huit d'active contre deux légères (sur dix) et six blindées (sur seize).
En septembre 2018, on prévoit, pour 2020, sept SBCT dans les unités d'active et deux SBCT dans la Army National Guard. En 2023, le nombre de brigades est le même, et leur coût annuel est de 3,06 milliards de dollars américains par brigade d'active.
En mars 2015, les responsables de l'US Army ont reconnu que l'armement du Stryker était insuffisant et faisait prendre des risques inacceptables aux troupes. Ils ont donc décidé d'équiper ces véhicules d'un canon mitrailleur de calibre 30 mm. Un premier prototype de cette version nommée « Stryker Dragoon » a été fourni au 2e régiment de cavalerie le 27 octobre 2016 dans un programme qui intègre également un nouveau poste de commandement intégré, une transmission améliorée et des modifications au niveau du châssis. La portée de cette arme est de 3 000 m et elle est plus précise qu'une mitrailleuse. Début 2019, 81 exemplaires sont annoncés. Dans le même cadre, la version Stryker CROWS-J embarquant un missile antichar Javelin est testée depuis 2017 ; 81 exemplaires sont également prévus pour équiper ce régiment.
La Thaïlande passe commande de 60 M1126 reconditionnés provenant des stocks de l'US Army en mai 2019, 23 étant des dons, avec possibilité de monter à 120 véhicules. L'Armée royale thaïlandaise devient le second utilisateur du Stryker le 29 août 2019 en réceptionnant les quatre premiers exemplaires. En aout 2022, elle en dispose de 130.
À la suite de l'invasion de l'Ukraine par la Russie en 2022, 90 exemplaires sont livrés à l'armée ukrainienne à partir de mars 2023.
La Bulgarie annonce en septembre 2023 vouloir commander 183 Stryker dans le cadre d'un contrat de 1,37 milliard de dollars. Ils sont repartis en 90 M1296 Dragoon, 33 M1130, 24 M1133, 17 M1126, 10 M1135 et 9 M1132. Les livraisons commenceront deux ans après la signature officielle du contrat et dureront trois ans.

## Histoire opérationnelle

### Guerre d'Irak

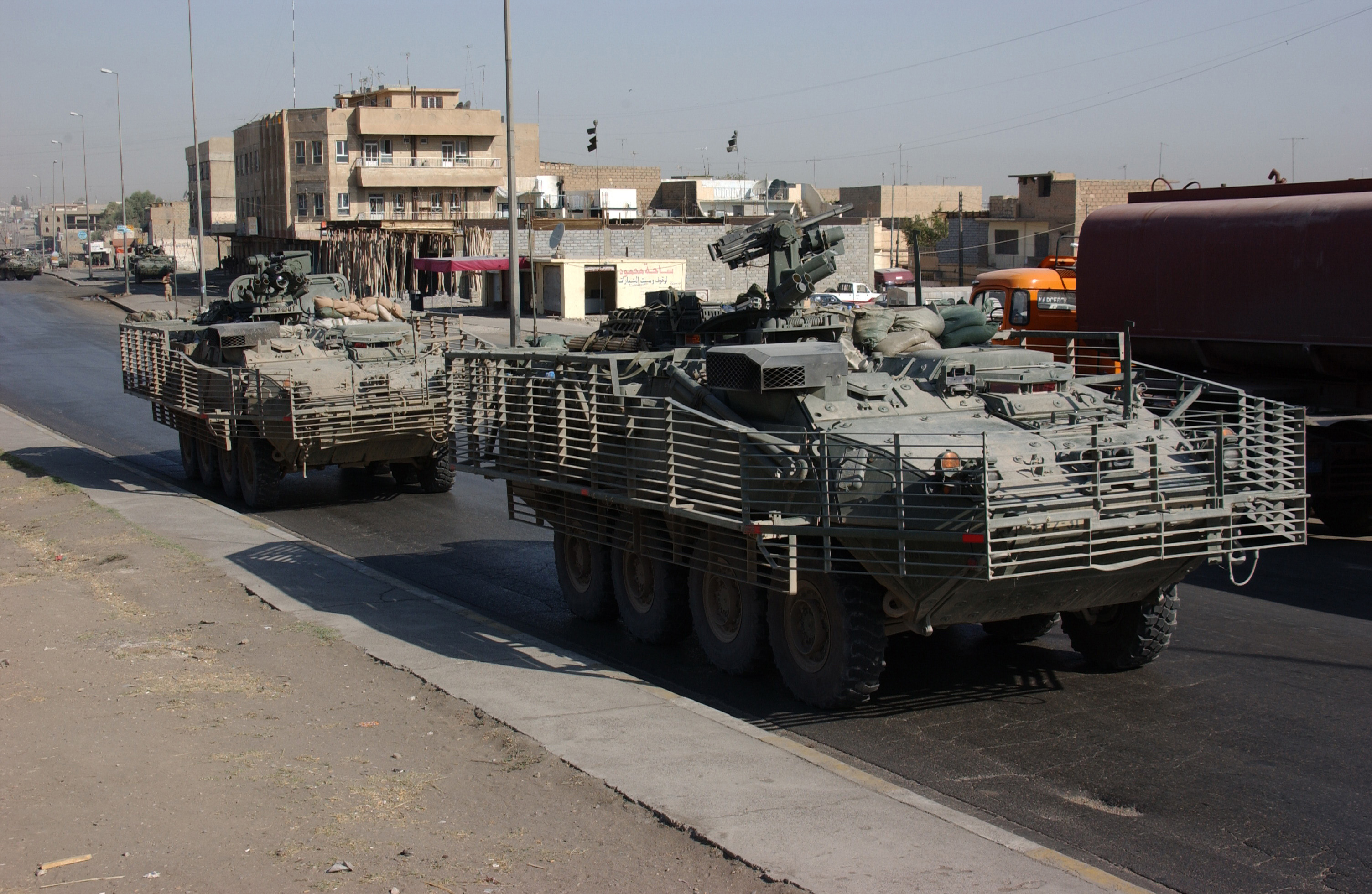
Stryker en Irak en 2004 recouvert de grilles anti-RPG.

En mai 2003, la première Stryker brigade combat team (SBCT) est évaluée dans l’exercice Arrowhead Lightning II et quelques mois plus tard, elle est engagée en Irak.
Le 1er bataillon du 24e régiment d'infanterie est l'une des premières unités à déployer le Stryker au combat durant la guerre d'Irak ; ils y subissent en un an, entre 2004 et 2005, 115 tirs au but de RPG-7, sans aucune perte en vies humaines parmi les passagers.

### Guerre d'Afghanistan
Le Stryker y est déployé de 2009 à 2014.

### Syrie
En mars 2017, les Marines américains ont déployé des Strykers à Manbij, dans le nord de la Syrie, pour prévenir des combats entre les différentes formations armées présentes sur place

### Ukraine
Depuis l’été 2023, l’armée ukrainienne déploie ce blindé. En mars 2025, 400 exemplaires ont été livrés par les États-Unis, dont 20 pour le déminage. Les 189 premiers équipent d'abord la 82e brigade d'assaut aérien et la 42e brigade mécanisée et plus tard la 80e brigade d'assaut aérien et la 153e brigade mécanisée. En novembre 2024, plus de 210 Stryker supplémentaire sont compris dans la 69e cession.

## Caractéristiques techniques
Avec un équipage de deux hommes et pouvant transporter jusqu'à neuf fantassins selon les versions, le Stryker a été créé comme une nouvelle génération d'équipements, connectés numériquement par des réseaux militaires comme ISTAR, augmentant de beaucoup l'efficacité des unités et leur capacité à réagir face à des forces ennemies dans la doctrine Network Centric Warfare. Le Stryker dispose d'un armement varié selon les missions et monté sur un tourelleau téléopéré Protector M151 afin d'éviter d'exposer son équipage.
Il n'est pas amphibie, mais son plancher est étanche. Il peut donc traverser des gués et petits ruisseaux.
Le coût unitaire, en 2012, est de 4,9 millions de dollars américains.

### Protection

#### Balistique
Le Stryker reprend le châssis du LAV III fait de tôles d'acier haute dureté de 12,7 mm d'épaisseur et conçues pour résister à bout portant aux balles M80 de 7,62 OTAN. Un blindage rapporté composite MEXAS 2 (Modular Expandable Armor System) composé de 126 panneaux en céramique est boulonné à la coque du Stryker. Le gain de protection permet au Stryker d'être à l'épreuve des balles perforantes incendiaires BS de 14,5 mm mais aussi des éclats d'artillerie d'obus d'artillerie d'un calibre de 152 mm. Un revêtement pare-éclats en Kevlar recouvre les parois à l'intérieur du véhicule.
Il ne dispose pas, en 2024, d'un système de protection active malgré des essais d'au moins trois dispositifs différents.

#### Mines et engins explosifs improvisés
Le Stryker répond au niveau 2a de la norme STANAG 4569, il est donc capable de protéger l'équipage à l'explosion d'une mine contenant 6 kg d'explosif détonnant sous un des pneus.
Depuis le début de l'été 2011, les Stryker ont commencé à être rénovés au standard DVH (Double V-Hull) visant à améliorer significativement leur résistance aux engins explosifs improvisés (EEI). Cette modernisation a été lancée à la suite de l'émergence d'un besoin opérationnel issu des retours d'expérience du Stryker en Afghanistan. En novembre 2012, 673 Stryker DVH avaient été produits et 450 avaient été déployés en Afghanistan dans le cadre de l'opération Enduring Freedom.
La partie inférieure du châssis, jadis à fond plat est remplacée par un plancher formant un double 'V' dans le but de dévier le souffle des explosions. L'espace entre le double V est occupé par l'arbre de transmission et les différentiels, qui contribuent, par leur masse métallique à la protection de l'engin.
Les banquettes sont remplacées par des sièges suspendus réduisant les conséquences du choc résiduel d'une explosion tandis que le poste de pilotage a été surblindé.
Afin de mieux supporter le poids additionnel, le Stryker a reçu des pneus plus larges, des freins améliorés tandis que la suspension, et la transmission ont dû être renforcées pour supporter un poids total autorisé en charge (PTAC) allant jusqu'à 24,9 t.

### Mobilité

#### Motorisation
Le Stryker possède un moteur diesel quatre temps Caterpillar 3126B développant une puissance de 350 ch au régime de 2 400 tr/min son couple maximal est de 860 N m à 1 440 tr/min. C'est un moteur à six cylindres en ligne d'une cylindrée de 7,2 L qui est suralimenté par turbocompresseur.
Le moteur est accouplé à une boîte de vitesses automatique Allison MD3066P couplée à un convertisseur de couple, la boîte comporte six vitesses en marche avant et une marche arrière.
Plus récemment, le moteur Caterpillar 3126B a été remplacé par le moteur Caterpillar C7 de puissance identique mais possédant un couple accru de 1 393,7 N m tandis que la transmission Allison MD3066P a été remplacée par la 3200SP de la même marque.
Les Stryker-A1 possèdent un moteur Caterpillar C9, plus puissant, développant 450 ch.
La capacité en carburant du Stryker est de 200 l répartis dans deux réservoirs montés à l'extérieur, de chaque côté de la rampe arrière. La capacité est portée à 230 l sur les modèles rénovés au standard DVH.
Le Stryker utilise des pneumatiques increvables Michelin 1200R20 XML avec un dispositif run-flat Hutchinson.

## Versions et production

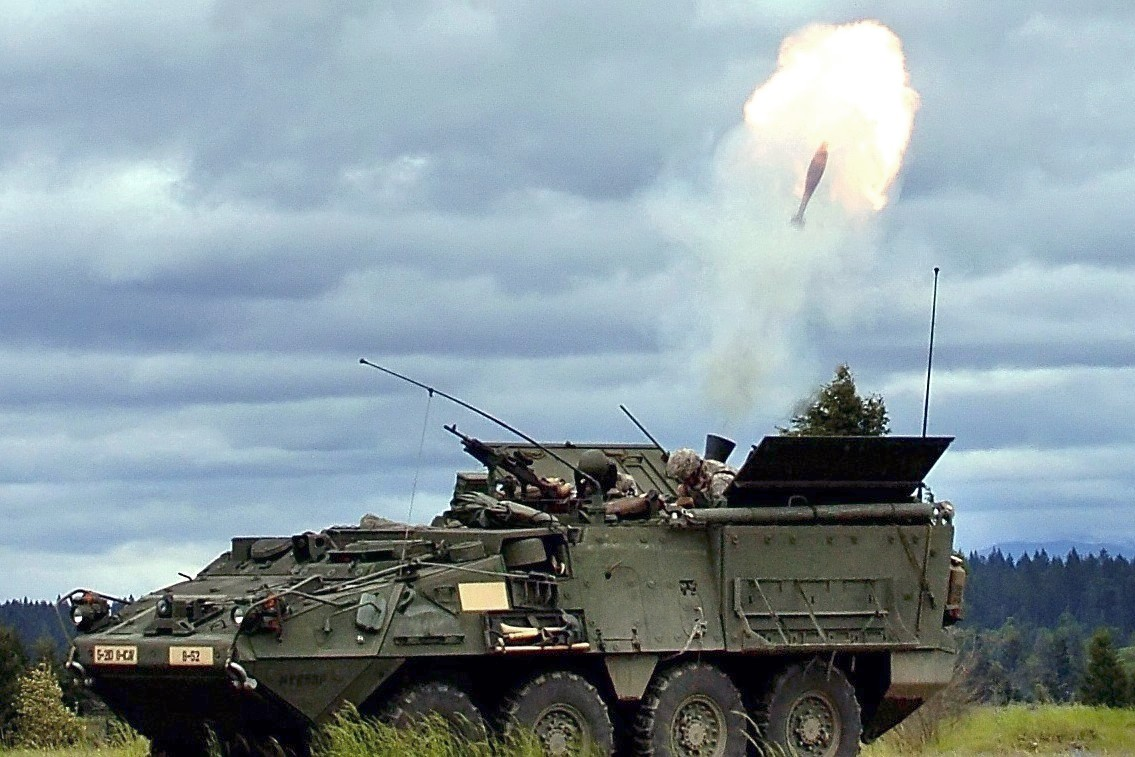
Stryker M1129 variante mortier automoteur.

En juillet 2012, un total de 4 466 Strykers ont été commandés par l'US Army ; à cette date, elle en met en ligne environ 4 200. Il est décidé que 760 doivent être modifiés pour avoir une configuration à double coque en V pour améliorer leur résistance aux mines et EEI.

### Modèles de base

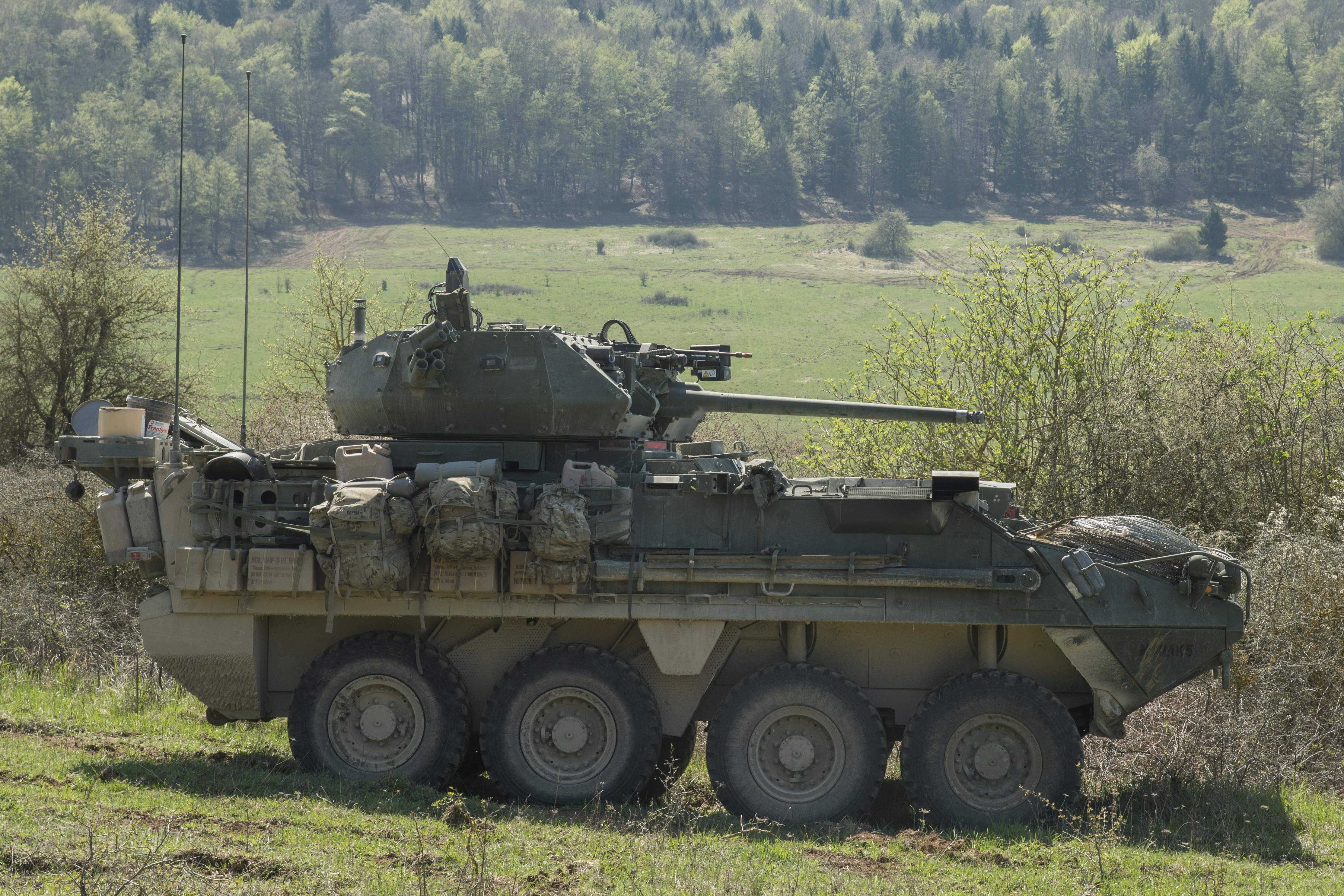
Stryker Dragoon reconnaissable par sa tourelle inhabitée.

- M1126 ICV : véhicule blindé de transport de troupes.
- M1127 RV : véhicule blindé de reconnaissance.
- M1128 MGS : canon d'assaut destiné à l'appuie-feu des unités d'infanterie mécanisées.
- M1129 MC-B :  version armée d'un mortier RMS6L de 120 mm, un deuxième mortier M252 de 81 mm est également transporté.
- M1130 CV : véhicule blindé de commandement.
- M1131 FSV : véhicule relayant les ordres de tirs, il est équipé de quatre radios cryptées
- M1132 ESV : véhicule employé par le génie de combat, il est équipé notamment de rouleaux de déminage.
- M1133 MEV : ambulance de transport sanitaire.
- M1134 ATGMV : version antichar possédant une nacelle comprenant deux missiles TOW-2A ou TOW-2B prêts au tir.
- M1135 NBCRV : véhicule de reconnaissance en environnement contaminé.
- M1296 Dragoon : M1256 armé d'un canon mitrailleur XM813 de 30 mm monté dans une tourelle inhabitée Kongsberg, prototype reçu le 28 octobre 2016[24]. Ne doit pas être confondu avec la production espagnole d'une version du Mowag Piranha V, le Dragon (véhicule blindé).

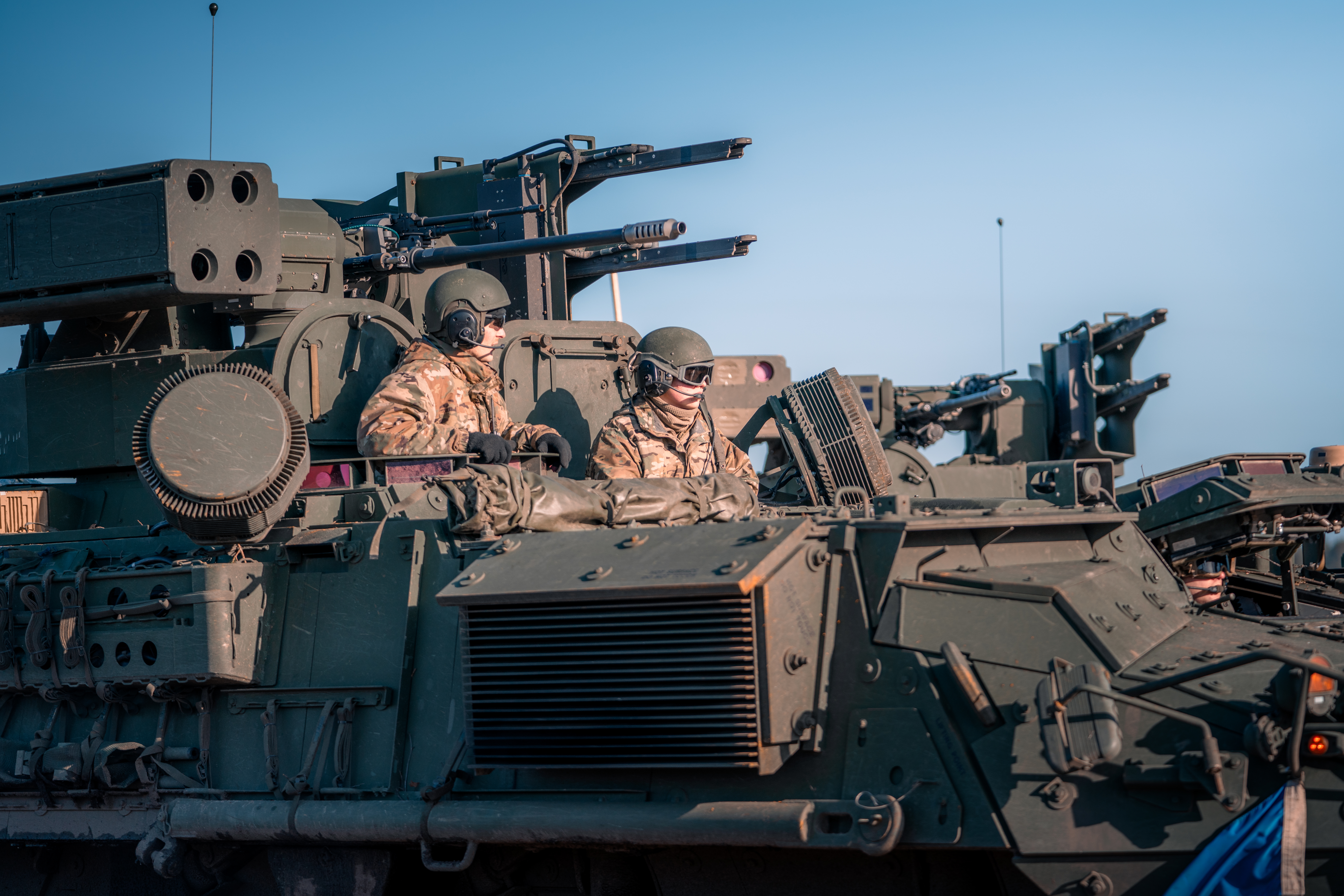
Un des prototypes de l'IM-SHORAD en 2022.

- IM-SHORAD Manticore : l'Initial Maneuver Short-Range Air Defense (initialement appelé « Stryker MSL », pour « Maneuver short-range air defense (SHORAD) Launcher ») est une version antiaérienne équipée de missiles à courte portée FIM-92 Stinger et de missiles antichars AGM-114 Longbow Hellfire. Les prototypes sont attendus pour le printemps 2019[25],[26]. Le premier peloton entre en service en avril 2021 et le premier bataillon fin 2022[27]. 144 sont commandés en date de 2022[28]
- DE-MSHORAD Guardian : le Directed Energy-Maneuver Short-Range Air Defense est armé d'un canon laser d'une puissance 50 kW destiné à la défense contre les roquettes d'artillerie et les drones tactiques. Le contrat pour l'intégration de cette arme dans les Stryker est attribué mi-2019 à Kord Technologies, filiale de KBR. Devant être déployé à partir de 2021[29], le premier peloton de quatre prototypes est livré en septembre 2023 au 4th Battalion, 60th Air Defense Artillery Regiment (4-60th ADAR) à Fort Sill, Oklahoma, après plusieurs mois d'essais[30]. Le début de la fabrication en série est espéré en 2027[31].

### Modèles rénovés avec une protection renforcée anti-mines et anti EEI
- M1251 FSVV : ex M1131 FSV.
- M1252 MCVV : ex M1129 MCV.
- M1253 ATVV : ex M1134 ATGMV.
- M1254 MEVV : ex M1133 MEV.
- M1255 CVV : ex M1130 CV.
- M1256 ICVV : ex M1126 ICV.
- M1257 ESVV : ex M1132 ESV.

### Prototypes
- StrykerX ou StrykerQB : démonstrateur technologique dévoilé par General Dynamics Land Systems le 10 octobre 2022 au salon AUSA à Washington. Conçu dans le cadre du programme Army 2030 il s'agit d'un Stryker A1 modifié avec une motorisation hybride comprenant un moteur Diesel General Motors entraînant un alternateur relié à un ou plusieurs moteurs électriques. Une batterie permet à l'engin de se mouvoir pendant plusieurs minutes sans avoir recours au moteur thermique. L'installation d'un tel groupe motopropulseur a changé la forme du compartiment moteur, le poste de conduite a été reculé et la cloison pare-feu du moteur a été repoussée vers l'avant, le conducteur est désormais assis aux côtés du chef d'engin. Ce nouvel agencement interne permet d'augmenter le volume du compartiment des troupes à l'arrière[32]. Le StrykerX possède des caméras de vision périphérique permettant la conduite à l'aide d'un casque de réalité virtuelle. L'électronique de bord comprend un système informatique géré par une intelligence artificielle, ce système possède une architecture ouverte afin de faciliter l'installation de nouveaux logiciels et autres composants. Ce système a des capacités cyber offensives et défensives. Une plate-forme permettant de lancer un drone est installée sur le toit de l'engin. La protection de l'engin est renforcée par un système de protection active intégré. L'armement comprend un tourelleau téléopéré Kongsberg équipé d'une mitrailleuse lourde M2HB de 12,7 mm et d'un lance-missiles Javelin. En septembre 2023, le StrykerX est renommé StrykerQB (Quarterback) et repeint en noir avec des lignes dorées.
- Stryker Leonidas : modèle armé d'un système d'arme Leonidas à micro-ondes pour neutraliser les drones[33].

## Culture populaire
Le Stryker fait plusieurs apparitions dans les films et jeux vidéo :
- dans le jeu d'infiltration Metal Gear Solid 4 ;
- dans la Mission « Exode » du jeu vidéo Call of Duty: Modern Warfare 2, où il soutient le joueur et son unité. Nom de code : « Honey Badger » ;
- dans le pack « Armored Kill » de Battlefield 3 en version M1128 Mobile Gun System « chasseur de chars » ;
- dans le film L'Incroyable Hulk, où il sert de véhicule de commandement au général Ross ;
- dans le jeu vidéo Act of Aggression, l'armée américaine peut construire des Strykers ICV, des Strykers MGS, des Strykers MC et des Strykers ATGM dans la Light Vehicles Bay ;
- dans la saga de jeu vidéo Act of War, où il est le blindé de la Task Force Talon. Sa version de base est celle du transport de troupes, qui peut être améliorée soit en version Mortar Carrier, soit en version Mobile Gun System.

## Galerie photo

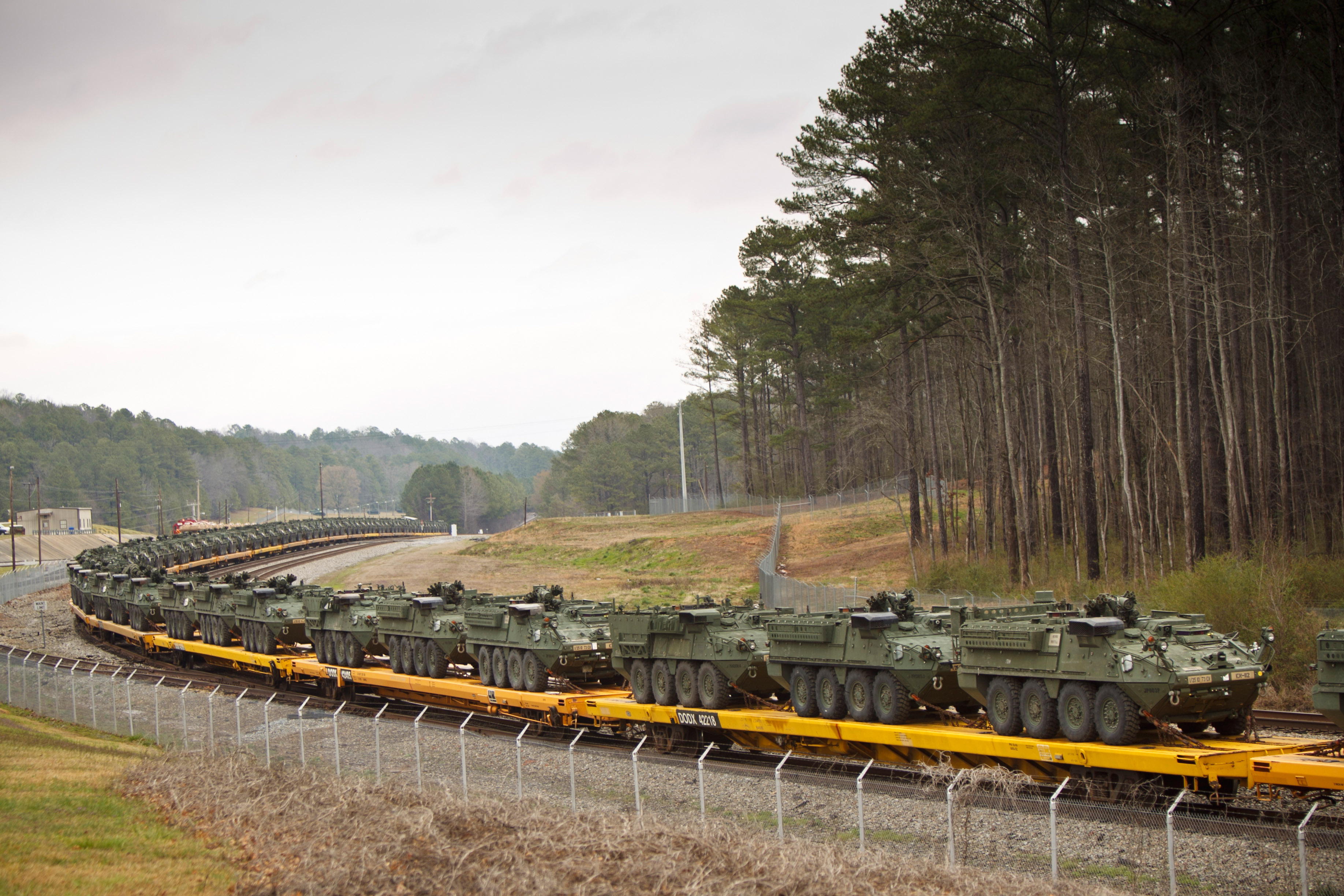
288 Strykers de la 1re Stryker Brigade Combat Team, 25e division d'infanterie américaine arrivent à Anniston Army Depot (en), 10 mars 2011.
Stryker du 2e régiment de cavalerie en manœuvre en Bulgarie en 2009.
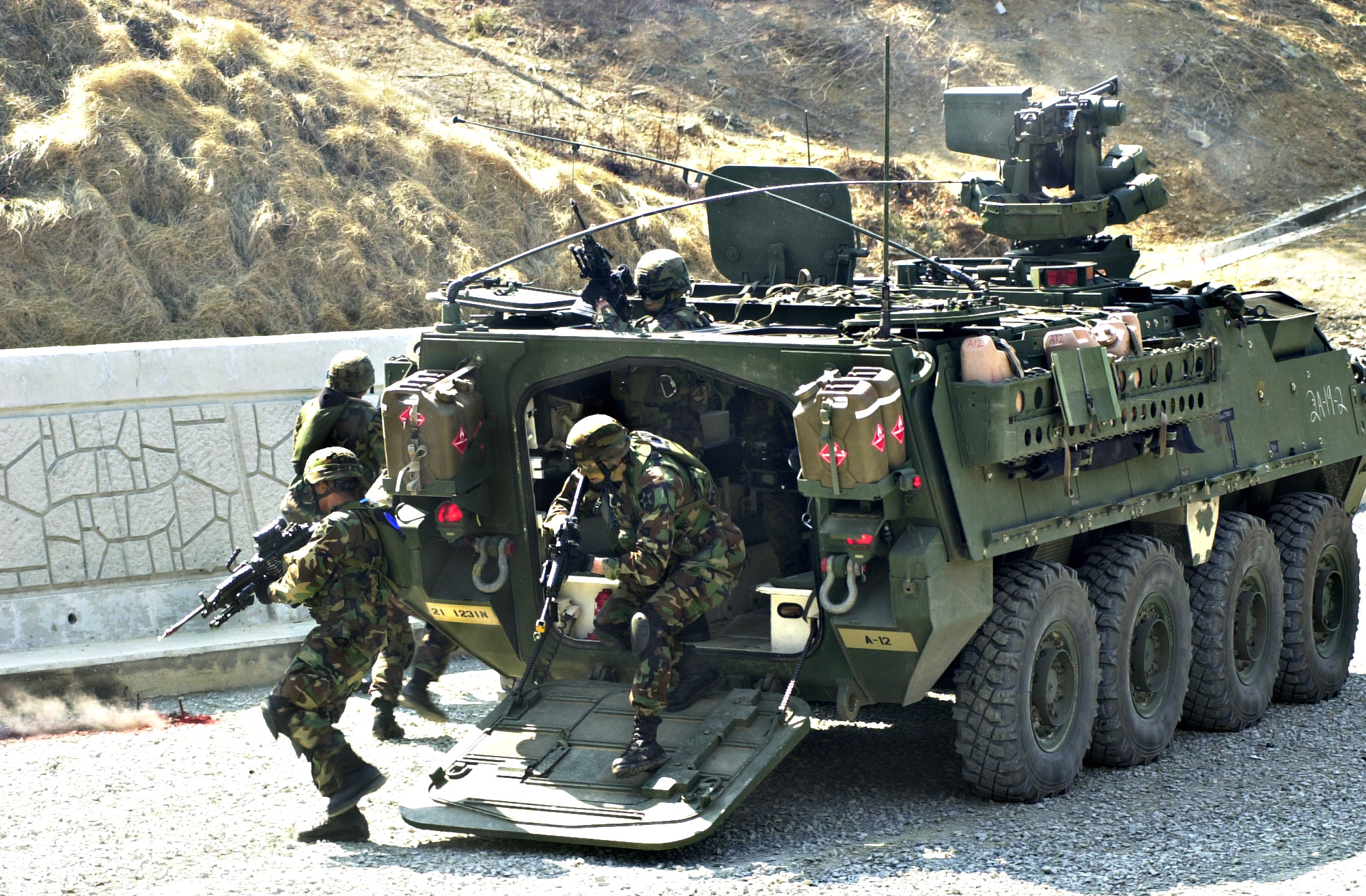
Soldats se déployant d'un Stryker de l'US Army qui effectue un tir de suppression pendant un exercice.